# Glavna cesta 102
Die Glavna cesta 102 (slowenisch für Hauptstraße 102) ist eine Hauptstraße zweiter Klasse in Slowenien.

## Verlauf
Die Straße führt in Fortsetzung der italienischen Strada Statale 54 del Friuli von der Grenze bei Stupizza/Robič in das Tal des Isonzo (slowenisch: Soča), das in Kobarid erreicht wird. Sie folgt dem Fluss bis Tolmin und lässt die Glavna cesta 103 nach Nova Gorica abzweigen. Von Tolmin folgt sie der Idrijca flussaufwärts und erreicht über Spodnja Idrija die Stadt Idrija. Von dort führt die Straße über Godovic nach Logatec weiter und endet nach weiteren 3 km an der Anschlussstelle Logatec der Autobahn Avtocesta A1.
Die Länge der Straße beträgt 96,94 km.